# یابوونگ-مارکووینتا
یابوونگ-مارکووینتا (به لاتین: Jabłoń-Markowięta) یک روستا در لهستان است که در گمینا نووه پیکوته واقع شده‌است.